# Michele Frangilli
Michele Frangilli (Gallarate, 1 de mayo de 1976) es un deportista italiano que compitió en tiro con arco, en la modalidad de arco recurvo; campeón olímpico en Londres 2012.

## Trayectoria
Participó en cuatro Juegos Olímpicos de Verano, obteniendo tres medallas en la prueba por equipo, bronce en Atlanta 1996 (junto con Matteo Bisiani y Andrea Parenti), plata en Sídney 2000 (con Matteo Bisiani e Ilario Di Buò) y oro en Londres 2012 (con Marco Galiazzo y Mauro Nespoli).
Ganó siete medallas en el Campeonato Mundial de Tiro con Arco al Aire Libre entre los años 1995 y 2015, y nueve medallas en el Campeonato Mundial de Tiro con Arco en Sala entre los años 1997 y 2009.
Obtuvo ocho medallas en el Campeonato Europeo de Tiro con Arco al Aire Libre entre los años 1996 y 2012, y diez medallas en el Campeonato Europeo de Tiro con Arco en Sala entre los años 1996 y 2011.
Además, consiguió tres medallas en los Juegos Mundiales entre los años 2001 y 2009.
En 2000 fue nombrado oficial de la Orden al Mérito de la República Italiana y en 2013 fue promovido a comendador de la Orden al Mérito de la República Italiana. En 1999 recibió el Collar de Oro del Mérito Deportivo del Comité Olímpico Nacional Italiano.

## Palmarés internacional
| Juegos Olímpicos                 | Juegos Olímpicos            | Juegos Olímpicos  | Juegos Olímpicos |
| Año                              | Lugar                       | Medalla           | Prueba           |
| -------------------------------- | --------------------------- | ----------------- | ---------------- |
| 1996                             | Atlanta (Estados Unidos)    | Medalla de bronce | Equipo           |
| 2000                             | Sídney (Australia)          | Medalla de plata  | Equipo           |
| 2012                             | Londres (Reino Unido)       | Medalla de oro    | Equipo           |
| Campeonato Mundial al Aire Libre |                             |                   |                  |
| Año                              | Lugar                       | Medalla           | Prueba           |
| 1995                             | Yakarta (Indonesia)         | Medalla de plata  | Equipo           |
| 1999                             | Riom (Francia)              | Medalla de oro    | Equipo           |
| 2001                             | Pekín (China)               | Medalla de plata  | Equipo           |
| 2003                             | Nueva York (Estados Unidos) | Medalla de oro    | Individual       |
| 2003                             | Nueva York (Estados Unidos) | Medalla de bronce | Equipo           |
| 2011                             | Turín (Italia)              | Medalla de bronce | Equipo           |
| 2015                             | Copenhague (Dinamarca)      | Medalla de plata  | Equipo           |
| Campeonato Mundial en Sala       |                             |                   |                  |
| Año                              | Lugar                       | Medalla           | Prueba           |
| 1997                             | Estambul (Turquía)          | Medalla de bronce | Equipo           |
| 1999                             | La Habana (Cuba)            | Medalla de plata  | Equipo           |
| 2001                             | Florencia (Italia)          | Medalla de oro    | Individual       |
| 2001                             | Florencia (Italia)          | Medalla de bronce | Equipo           |
| 2003                             | Nimes (Francia)             | Medalla de oro    | Equipo           |
| 2003                             | Nimes (Francia)             | Medalla de plata  | Individual       |
| 2005                             | Aalborg (Dinamarca)         | Medalla de plata  | Equipo           |
| 2007                             | Esmirna (Turquía)           | Medalla de oro    | Equipo           |
| 2009                             | Rzeszów (Polonia)           | Medalla de plata  | Equipo           |
| Campeonato Europeo al Aire Libre |                             |                   |                  |
| Año                              | Lugar                       | Medalla           | Prueba           |
| 1996                             | Kranjska Gora (Eslovenia)   | Medalla de plata  | Equipo           |
| 1998                             | Boé/Agen (Francia)          | Medalla de oro    | Equipo           |
| 2002                             | Oulu (Finlandia)            | Medalla de oro    | Individual       |
| 2002                             | Oulu (Finlandia)            | Medalla de bronce | Equipo           |
| 2006                             | Atenas (Grecia)             | Medalla de bronce | Equipo           |
| 2010                             | Rovereto (Italia)           | Medalla de plata  | Individual       |
| 2010                             | Rovereto (Italia)           | Medalla de plata  | Equipo           |
| 2012                             | Ámsterdam (Países Bajos)    | Medalla de plata  | Equipo           |
| Campeonato Europeo en Sala       |                             |                   |                  |
| Año                              | Lugar                       | Medalla           | Prueba           |
| 1996                             | Mol (Bélgica)               | Medalla de plata  | Equipo           |
| 2000                             | Spała (Polonia)             | Medalla de oro    | Equipo           |
| 2000                             | Spała (Polonia)             | Medalla de bronce | Individual       |
| 2002                             | Ankara (Turquía)            | Medalla de oro    | Equipo           |
| 2004                             | Sassari (Italia)            | Medalla de plata  | Individual       |
| 2004                             | Sassari (Italia)            | Medalla de plata  | Equipo           |
| 2006                             | Jaén (España)               | Medalla de plata  | Equipo           |
| 2010                             | Poreč (Croacia)             | Medalla de oro    | Equipo           |
| 2010                             | Poreč (Croacia)             | Medalla de plata  | Individual       |
| 2011                             | Cambrils (España)           | Medalla de bronce | Equipo           |